# エリック・ブラウン・ジュニア
エリック・モーリス・ブラウン・ジュニア（Eric Murice Brown Jr.、2000年12月19日 - ）は、アメリカ合衆国アリゾナ州ツーソン出身のプロ野球選手（遊撃手）。右投右打。MLBのミルウォーキー・ブルワーズ傘下所属。

## 経歴
2022年のMLBドラフト1巡目(全体27位)でミルウォーキー・ブルワーズから指名され、契約を結びプロ入り。